# 奥尔德鲁夫
奥尔德鲁夫（德語：Ohrdruf，發音：[ˈoːɐ̯ˌdʁʊf] ⓘ）是德国图林根州哥达县的城市，面积113.6平方千米，2023年12月31日人口为9,476人。2019年1月1日，市镇克拉温克尔、格雷芬海恩和沃尔菲斯并入奥尔德鲁夫。